# 宏宝莱
宏宝莱是一家位于吉林省四平市的饮料、冰品生产公司，成立于1992年11月5日。

## 历史
20世纪90年代，随着人民生活水平的提高，饮料小作坊逐渐变多起来，而于1992年成立的宏宝莱在当时只是红嘴集团金士百啤酒的一个小车间。
1995年，宏宝莱转为独资公司，实现独立经营。
1997年，宏宝莱推出凉橙沙冰、沙皇枣等冷饮产品。
凭借着宏宝莱的第一款产品荔枝果味汽水，逐渐被东北人所知晓，在1998年实现销售额破亿。
受到可口可乐和百事可乐两家企业的激烈竞争与打压，宏宝莱经销遇阻，宏宝莱的玻璃瓶柠檬味汽水停产。面临压力，宏宝莱推出了花生露产品，一款植物蛋白饮品。
2017年，宏宝莱进军电商领域。

## 产品
- 荔枝味碳酸饮料
- 花生露
- 生榨果汁
- 果汁鲜[6]
- 鲜果时光
- 蜜香豆[7]

## 争议
2010年5月，一消费者曾在宏宝莱花生露中喝出玻璃碴，与宏宝莱引发纠纷。

## 流行文化
电视剧《乡村爱情》中，宏宝莱汽水曾出现于剧内谢大脚的店铺里。